# Скирута Григорій Трохимович
Григорій Трохимович Скирута (4 грудня 1912 , Великополовецьке, Сквирський район  — 28 липня 1999 , Солнечногорськ, Московська область ) — командир 235-го гвардійського стрілецького полку 81-ї гвардійської стрілецької дивізії 7-ї гвардійської армії Степового фронту, гвардії підполковник. Герой Радянського Союзу.

## Біографія
Народився 21 листопада 1912 року в селі Великополовецьке (сучасний Сквирський район Київської області) у селянській родині. Українець. Член ВКП(б)/КПРС із 1940 року.
У 1932 році призваний до лав Червоної Армії. На фронті з 26 липня 1942 року. Брав участь у боях, командуючи стрілецьким полком, у складі Сталінградського, Воронезького та 2-го Українського фронтів.
Указом Президії Верховної Ради СРСР від 26 жовтня 1943 року за вміле командування полком, особисту мужність і відвагу в боях з форсування Дніпра і утримання плацдарму гвардії підполковнику Скируті Григорію Трохимовичу присвоєно звання Героя Радянського Союзу з врученням ордена Леніна і медалі «Золота Зірка».
У жовтні 1944 року, після звільнення Румунії, Скирута був направлений на навчання до Військової академії імені М. В. Фрунзе. 1947 року, після закінчення академії командував полком, викладав тактику на вищих офіцерських курсах «Выстрел». З 1961 року — в запасі. Вів велику військово-патріотичну працю серед молоді. Жив у місті Солнечногорськ Московської області. Помер 28 липня 1999 року. Похований у Солнечногорську на Новому цвинтарі.
Нагороджений орденом Леніна, двома орденами Червоного Прапора, орденом Вітчизняної війни  1-го ступеня, двома орденами Червоної Зірки, медаллю «За бойові заслуги», іншими медалями. Почесний громадянин міста Солнечногорськ.